# Neşe Sayles
Neşe Sayles (* 22. März 1986 in Italien) ist eine türkische Schauspielerin.

## Leben und Karriere
Sayles wurde am 22. März 1986 in  Italien geboren. Sie ist Tochter eines Jamaikaners und einer Türkin. Danach studierte sie an der Hacettepe-Universität. Ihr Debüt gab sie 2003 in der Fernsehserie Kampüsistan.
Anschließend war sie 2004 in Hayat Bilgisi zu sehen. Unter anderem wurde sie 2005 für die Serie Aşka Sürgün gecastet. Außerdem bekam Sayles 2008 in Her Halimle Sev Beni eine Hauptrolle. 2010 setzte sie ihre Karriere in dem Film Çok Filim Hareketler Bunlar fort. Sayles war 2012 in der Serie İşler Güçler zu sehen.

## Filmografie (Auswahl)
Filme
- 2007: Amerikalılar Karadeniz'de 2
- 2007: Polis
- 2010: Çok Filim Hareketler Bunlar

Serien
- 2003: Kampüsistan
- 2004: Hayat Bilgisi
- 2005: Aşka Sürgün
- 2008: Her Halimle Sev Beni
- 2012: İşler Güçler